# Мосарский сельсовет
Мосарский сельсовет — упразднённая административная единица на территории Ушачского района Витебской области Республики Беларусь.

## История
Мосарский сельсовет упразднён в 2004 году. Населённые пункты переданы в состав Сорочинского сельсовета.

## Состав
Мосарский сельсовет включал 16 населённых пунктов:
- Артюшки — деревня.
- Белое — деревня.
- Боровые — деревня.
- Величковцы — деревня.
- Верховье — деревня.
- Гора — деревня.
- Губинка — деревня.
- Завечелье — деревня.
- Зановинье — деревня.
- Киселево — деревня.
- Мосар — деревня.
- Немирово — деревня.
- Рубаники — деревня.
- Старинка — деревня.
- Урбаново — деревня.
- Шестерни — деревня.